# Vista de Delft
Vista de Delft (en neerlandés, Gezicht op Delft) es una obra del pintor holandés Johannes Vermeer. Está realizada en óleo sobre lienzo. Se calcula que fue pintado hacia 1660-1661. Mide 96,5 cm de alto y 115,7 cm de ancho. Se conserva en el Mauritshuis de La Haya, Países Bajos.
El género de las vistas o paisajes urbanos fue muy cultivado durante la época barroca; las neerlandesas destacaron especialmente, mediante vedute que buscaban la imagen más típica de una ciudad, un punto de vista «pintoresco». Por lo tanto, cuando Vermeer pintó este famoso lienzo, ya era tradicional pintar vistas topográficas de ciudades.[cita requerida] Hendrick Cornelisz Vroom fue el autor de dos obras semejantes describiendo la ciudad de Delft, pero son más arcaicas, puesto que siguen un enfoque tradicional panorámico que puede verse en los dos paisajes urbanos de Hercules Pieterszoon Seghers en el museo de Berlín. Este último artista fue uno de los primeros en usar el telescopio de Galileo invertido para transcribir los dibujos preliminares y sus proporciones (más del doble de alto que de ancho) al formato más convencional de sus pinturas.
Vermeer ejecutó su Vista de Delft en el lugar, pero el instrumento óptico que apuntaba a la ciudad y que proporcionaba al artista el aspecto trasladado al lienzo, que se admira actualmente por su concisión y especial estructura, no era una cámara oscura, sino el telescopio invertido. Solo este último condensa la vista panorámica de un sector determinado, disminuye las figuras del primer plano a una dimensión inferior a la normal, enfatiza el primer plano tal como puede verse en el cuadro y, de la misma manera, hace que el resto de la composición retroceda en el espacio. La imagen así obtenida proporciona efectos ópticos que, sin ser únicos en la pintura holandesa del siglo XVII, como a menudo se ha dicho, transmite un paisaje urbano que está unido en la composición y está envuelto atmosféricamente en una luz brillante.
La ciudad que se puede admirar en este cuadro no es un perfil de un municipio, sino una representación idealizada de Delft, con sus características principales simplificadas y luego encajadas en el marco de una bahía.
Domina el cuadro el cielo rico, lleno de formaciones nubosas avecinándose sobre la ciudad.
Se representa una hilera del puerto de Delft, con casas de ladrillo rojo en su mayoría. Detrás de ella puede verse la ciudad y algunas torres. Los muros se reflejan en el agua.
La Vista de Delft es cronológicamente la última pintura de Vermeer ejecutada en una pigmentación rica y plena, con acentos de color puestos con un pincel cargado. El artista se superó a sí mismo con esta representación de su ciudad natal, que permanece como una interpretación verdaderamente grande de la naturaleza.
Por otra parte, es también, junto con La callejuela, la única obra suya que permanece con la ciudad de Delft como tema, ya que una tercera, Una casa en Delft, está desaparecida.